# Mary Beth Hughes
Mary Beth Hughes, all'anagrafe Mary Elizabeth Hughes (Alton, 13 novembre 1919 – Los Angeles, 27 agosto 1995), è stata un'attrice statunitense.

## Biografia
I suoi genitori, George Joseph Hughes e Mary Frances Hughes, si separarono quando Mary Beth era piccola e divorziarono nel 1923. Mentre recitava in una rappresentazione teatrale scolastica nei primi anni trenta, la sua performance attirò l'attenzione di Clifford Brown, proprietario di una compagnia teatrale di repertorio, che le offrì una parte in una produzione itinerante di Alice nel paese delle meraviglie. Durante un tour con un'altra produzione della compagnia di Brown, le venne offerto un contratto da un talent scout della Gaumont-British Studios, ma la Hughes rifiutò l'offerta preferendo terminare gli studi alla scuola superiore.
Dopo essersi diplomata nel 1937, tornò alla compagnia di Brown, dove continuò ad apparire in varie produzioni teatrali fino all'estate del 1938, quando si trasferì a Los Angeles con la madre per tentare di intraprendere la carriera cinematografica. L'anno successivo ottenne un ruolo non accreditato nel film Broadway Serenade (1939), prodotto dalla MGM, cui seguirono altre parti secondarie in Donne (1939) con Norma Shearer, Dancing Co-Ed (1939) con Lana Turner e Fast and Furious (1939) di Busby Berkeley.

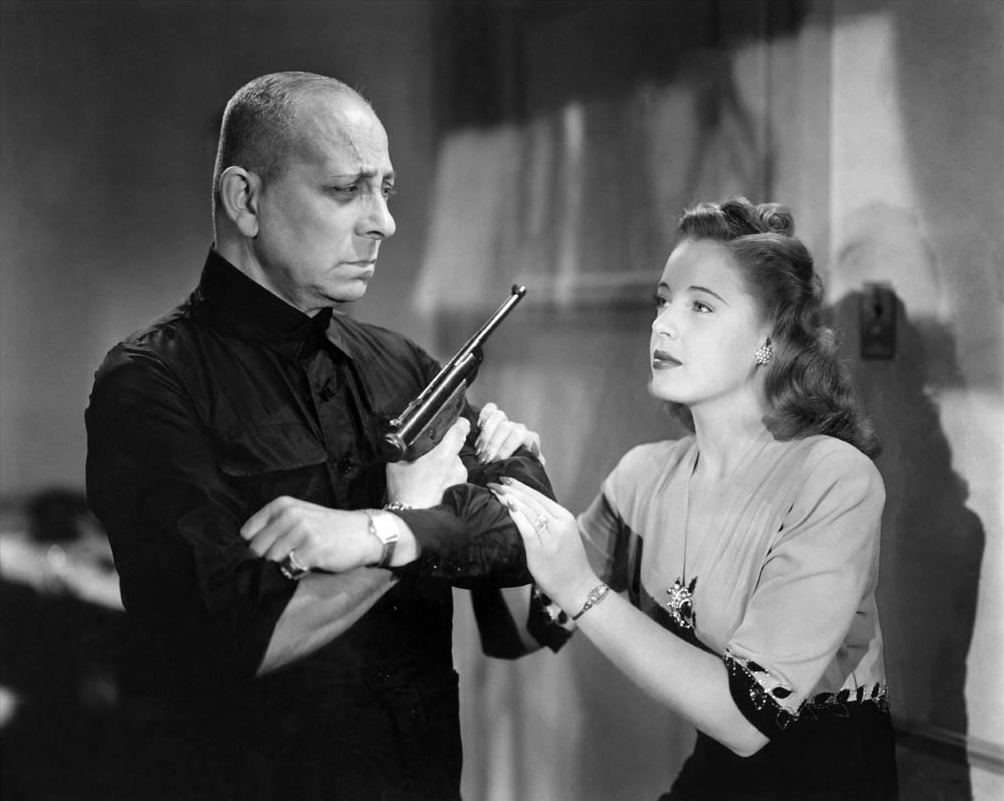
Mary Beth Hughes con Erich von Stroheim nel film La fine della signora Wallace (1944)

Nel 1940 la Hughes firmò un contratto con la 20th Century-Fox e nello stesso anno affiancò John Barrymore nel film Il grande profilo. Nel 1943 passò alla Universal Pictures e in quell'anno apparve in quello che è forse il suo ruolo più famoso, l'ex fidanzata di Henry Fonda nel western Alba fatale (1943), che fu candidato all'Oscar al miglior film dell'anno. Durante gli anni quaranta la Hughes apparve in altri film di rilievo, quali I Accuse My Parents (1944), un dramma sulla delinquenza giovanile, La fine della signora Wallace (1945), capolavoro noir di Anthony Mann, in cui recitò accanto a Erich von Stroheim e Dan Duryea, i western Sfida all'ultimo sangue (1948) e El Paso (1949). 
Durante gli anni cinquanta la Hughes iniziò a diradare le apparizioni cinematografiche si dedicò maggiormente al piccolo schermo, lavorando in diverse popolari serie come Gianni e Pinotto (1953), Studio One (1958), Ricercato vivo o morto (1959), e nel decennio successivo privilegiò le apparizioni nei nightclub. Ebbe anche un ruolo fisso nello spettacolo televisivo The Red Skelton Show, apparendo in 11 episodi prima che lo show terminasse nel 1970. Dopo un'ultima apparizione cinematografica nel film Tanya, nel 1976 si ritirò dal mondo dello spettacolo e gestì un salone di bellezza a Canoga Park, in California, fino alla fine degli anni ottanta, dopodiché si dedicò fino al 1991 a un'attività di telemarketing. 

## Vita privata
Nel 1943 la Hughes sposò l'attore Ted North, da cui ebbe un figlio, Donald, e da cui divorziò nel 1947. L'anno successivo si risposò con il cantante e attore David Street, da cui divorziò nel 1956. Anche il terzo matrimonio (1973) con il suo manager Nicky Stewart, terminò con il divorzio quattro anni dopo. L'attrice morì il 27 agosto 1995, per cause naturali, a Los Angeles. 

## Filmografia parziale

### Cinema
- These Glamour Girls, regia di S. Sylvan Simon (1939)
- Donne (The Women), regia di George Cukor (1939)
- Dancing Co-Ed, regia di S. Sylvan Simon (1939)
- La via delle stelle (Star Dust), regia di Walter Lang (1940)
- Four Sons, regia di Archie Mayo (1940)
- Lucky Cisco Kid, regia di H. Bruce Humberstone (1940)
- The Great Profile, regia di Walter Lang (1940)
- Addio Broadway! (The Great American Broadcast), regia di Archie Mayo (1941)
- Michael Shayne e l'enigma della maschera (Dressed to Kill), regia di Eugene J. Forde (1941)
- Charlie Chan in Rio, regia di Harry Lachman (1941)
- Scandalo premeditato (Design for Scandal), regia di Norman Taurog (1941)
- La sera prima del divorzio (The Night Before the Divorce), regia di Robert Siodmak (1942)
- Voglio essere più amata (Orchestra Wives), regia di Archie Mayo (1942)
- Alba fatale (The Ox-Bow Incident), regia di William A. Wellman (1943)
- Tre uomini e il mio cuore (Men on Her Mind), regia di Wallace Fox (1944)
- I Accuse My Parents, regia di Sam Newfield (1944)
- La fine della signora Wallace (The Great Flamarion), regia di Anthony Mann (1945)
- Sfida all'ultimo sangue (Last of Wild Horses), regia di Robert L. Lippert (1948)
- El Paso, regia di Lewis R. Foster (1949)
- La legge di Robin Hood (Rimfire), regia di B. Reeves Eason (1949)
- Grand Canyon, regia di Robert Landres (1949)
- Square Dance Jubilee, regia di Paul Landres (1949)
- Riders in the Sky, regia di John English (1949)
- Chimere (Young Man wit a Horn), regia di Michael Curtiz (1950)
- El gringo (Passage West), regia di Lewis R. Foster (1951)
- Figlio di ignoti (Close to My Heart), regia di William Keighley (1951)
- FBI operazione Las Vegas (Highway Dragnet), regia di Nathan Juran (1954)
- La morsa si chiude (Loophole), regia di Harold D. Schuster (1954)
- Giuoco implacabile (Las Vegas Shakedown), regia di Sidney Salkow (1955)
- Pistolero senza onore (Gun Battle at Monterey), regia di Sidney Franklin (1957)
- Tanya, regia di Nate Rodgers (1976)

### Televisione
- Gianni e Pinotto (The Abbott and Costello Show) – serie TV, episodio 2x06 (1953)
- The Eddie Cantor Comedy Theater – serie TV, episodio 1x24 (1955)
- Climax! – serie TV, episodio 1x11 (1955)
- Pursuit – serie TV, episodio 1x05 (1958)
- L'uomo ombra (The Thin Man) – serie TV, episodi 1x28-2x21 (1958-1959)
- Ricercato vivo o morto (Wanted: Dead or Alive) – serie TV, episodio 1x24 (1959)
- Gli uomini della prateria (Rawhide) – serie TV, episodi 1x21-5x16 (1959-1963)

## Doppiatrici italiane
- Lydia Simoneschi in La fine della signora Wallace
- Laura Carli in El Paso
- Rina Morelli in Figlio di ignoti
- Dhia Cristiani in FBI operazione Las Vegas